# Nina Façon
Nina Façon (n. 5 august 1909 Ploiești – d. 24 noiembrie 1974, București) a fost o italienistă, teoretician și istoric al literaturii italiene, profesor la Universitatea din București, la Universitatea din Padova și la Universitatea din Bari, doctor în filologie, redactor de dicționare bilingve român-italian și italian-român, traducătoare.

## Biografie
Nina Façon (prenume la naștere Nineta) s-a născut în 1909 la Ploiești fiind fiica Hugo Façon, funcționar comercial, și a Sally-ei (n. Diamant- Berger).
A obținut trei licențe: în Filologie modernă (italienistică, 1931), în Filosofie (1932) și în Istorie (1935).
A fost membră a Catedrei de limbă și literatură italiană, discipolă a italienistului Ramiro Ortiz. În 1938 și-a luat doctoratul la Facultatea de Litere și Filosofie a Universității din București  cu teza Michelangelo poet, publicată în 1939. A tradus lucrări importante din literatura și cultura italiană (ca Principele lui Machiavelli), a întemeiat numeroase ediții critice și a elaborat și o istorie a literaturii italiene (Editura Științifică, București, 1969), precum și o gramatică istorică a limbii italiene. Preocupările italienistei s-au legat și de cercetările asupra unor gânditori importanți ca Giordano Bruno, Blaise Pascal, Giambattista Vico, Benedetto Croce sau Antonio Gramsci.
Teza de doctorat Michelangelo poet este o analiză a afinităților lui elective cu neoplatonismul (prin mediere ficiniană) și cu creștinismul augustinian al lui Valdes, receptat prin intermediul Vittoriei Colonna
În perioada 1 octombrie 1937-1939 a fost lector de limba română la Universitatea din Padova, la solicitarea lui Ramiro Ortiz.
A supraviețuit persecuției evreilor (era de origine sefardă) și a preluat catedra de studii italiene la București în 1944. În 1948 devine lector universitar, în 1951- conferențiar universitar, în 1962 - profesor universitar (Doina Condrea Derer, op. cit.). În 1966 a fost numită  șefă de catedră (ca succesoare a lui Alexandru Marcu).
În anul 1972 a fost pensionată, împotriva dorinței ei.
În 2009, cu ocazia centenarului nașterii savantei, s-au organizat colocvii la Catedra de Italiană a Universității bucureștene.

## Distincții
- Ordinul Muncii clasa a III-a (13 octombrie 1964) „cu prilejul aniversarii a 100 de ani de la înființarea Universității din București, pentru activitate îndelungată, contribuție în dezvoltarea științei și merite deosebite în dezvoltarea învățămîntului superior”[9]

## Lucrări
- Michelangelo poet (teză de doctorat). București, Facultatea de Litere și Filosofie. Tiparul universitar, 1939
- Concepția omului activ. Studii, București, 1946
- (traducător) Niccolò Machiavelli, Principele, București, 1960, 1999, 2006
- Corso di storia della letteratura italiana (1860-1960), București, 1962
- Problemele limbii literare în cultura italiană, București, 1962
- (în colaborare) Dicționar italian-romîn, București, 1963 (916 pagini)
- (în colaborare) Piccolo vocabolario romeno-italiano și italiano-romeno dell'uso moderno, Bologna, 1963
- (editor și traducător) Giosuè Carducci, Scrieri alese, București, 1964
- Istoria limbii italiene, București, 1965
- (editor și traducător) Francesco De Sanctis, Istoria literaturii italiene [Storia della letteratura italiana], București, 1965
- (redactor și traducător) Silvio Pellico, Închisorile mele [Le Mie prigioni], București, 1965
- Intelectualul și epoca sa. Studii de istorie literară italiană, București, 1966
- (editor și traducător) Niccolò Machiavelli, Istoriile florentine, București, 1967
- Istoria literaturii italiene, Editura Științifică, București, 1969
- Blaise Pascal, București, 1969
- (editor și traducător) Giambattista Vico, Principiile unei științe noi cu privire la natura comună a națiunilor, București, 1972
- (cu Doina Condrea-Derer, Andreia Vanci-Birtolon) Dicționar cronologic. Literatura italiană, București, 1974
- Varia italica. Studii, București, 1975
- Dicționar enciclopedic al literaturii italiene, București, 1982
- Grammatica storica della lingua italiana, 2024, ISBN 978-606-17-2341-6